# شون غوثري
شون غوثري (بالإنجليزية: Sean Guthrie)‏ هو سائق سباق أمريكي، ولد في 18 أبريل 1988 في ألباكركي في الولايات المتحدة.

## وصلات خارجية
- الموقع الرسمي
- شون غوثري على موقع Racing-Reference.info (الإنجليزية)